# Stephan Genzmer
Stephan Genzmer (* 2. September 1849 in  Marienwerder; † 1927) war ein deutscher Richter und Verwaltungsjurist im Königreich Preußen.

## Leben
Genzmer besuchte das Gymnasium Marienwerder und bestand am 22. August 1867 die Abiturprüfung. An der Friedrichs-Universität Halle begann er Rechtswissenschaft zu studieren. Vom Wintersemester 1867/68 bis zum Sommersemester 1869 war er im Corps Normannia-Halle aktiv. Als Inaktiver wechselte er an die  Friedrich-Wilhelms-Universität zu Berlin. Als Einjährig-Freiwilliger beim 3. Garde-Regiment zu Fuß zog er in den Deutsch-Französischen Krieg. Ab Juni 1872 war er Referendar in Marienwerder. Am 16. September 1873 kam er als Sekondeleutnant der Reserve zum 7. Ostpreußischen Infanterie-Regiment Nr. 44. Er war seit dem 20. Januar 1877 Gerichtsassessor und seit dem 14. Februar 1877 Staatsanwaltsgehilfe beim Kreisgericht Marienburg Am 23. Mai 1879 wurde er Staatsanwalt beim Landgericht Elbing, am 20. September 1880 beim Oberlandesgericht Marienwerder. Seit dem 10. Mai 1884 Premierleutnant der Landwehr, wurde er am 24. August 1886 zum Landrat im Kreis Marienwerder ernannt. Er wechselte nach sechs Jahren in die Rechtspflege und wurde am 9. August 1892 Verwaltungsgerichtsdirektor in Marienwerder. Am 2. Mai 1894 wurde er als Oberverwaltungsgerichtsrat an das  Preußische Oberverwaltungsgericht in Berlin berufen. Später wurde er Senatspräsident.
Genzmer war der ältere Bruder von Alfred Genzmer. Er war verheiratet und hatte drei Kinder, darunter Felix Genzmer und Erich Genzmer.

## Ehrungen
Unvollständige Liste
- Roter Adlerorden IV. Klasse (1892)[3]
- Wirklicher Geheimer Oberregierungsrat[2]